# Rosenmantelgimpel
Der Rosenmantelgimpel oder Rotmantelkarmingimpel (Carpodacus rhodochlamys) ist ein Singvogel aus der Familie der Finken. Diese ostpaläarktische Karmingimpelart bewohnt in Zentralasien Teile von Afghanistan, Nordwestindien, Nordwestchina sowie der Mongolei. Sie lebt in Bergwäldern und auf alpinen Wiesen.
Die Unterart C. r. grandis wird oft als eigene Art Großer Rosenmantelgimpel (Carpodacus grandis) angesehen.

## Beschreibung

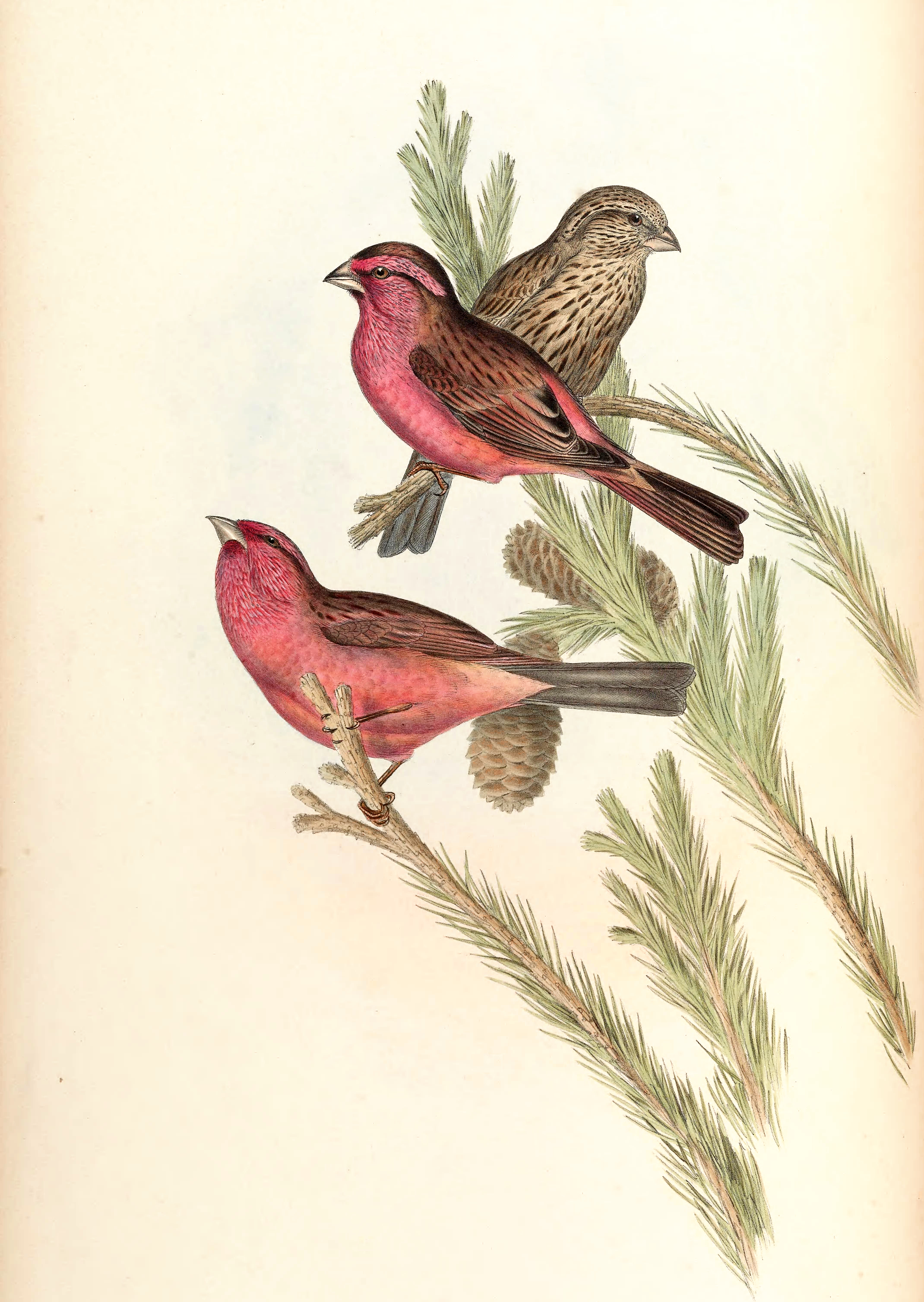
Zeichnung des Rosenmantelgimpels (Carpodacus rhodochlamys) von John Gould

### Aussehen
Der Rosenmantelgimpel ist mit 18 cm Körperlänge etwa so groß wie ein Kernbeißer. Die Art fällt durch einen kräftigen Schnabel auf und wirkt wie eine größere Ausgabe des Rosenbrauengimpels. Bei der Nominatform beträgt die Flügellänge des Männchens etwa 86–91 mm, die des Weibchens 88–92 mm. Die Schwanzlänge des Männchens liegt zwischen 69 und 74 mm, die des Weibchens zwischen 65 und 70 mm. Der 14,5–15 mm lange Schnabel ist kräftig mit einer tiefliegenden Basis und einem runden First. Der Oberschnabel ist bräunlich, der Unterschnabel gelblich hornfarben. Die Beine sind fleischig braun.
Die Geschlechter unterscheiden sich deutlich in der Gefiederfärbung. Beim Männchen sind Scheitel und Nacken dunkelrot mit einer unauffälligen Strichelung. Vordere Stirn und Überaugenstreif sind blassrosa mit weißlichen Spitzen. Der Überaugenstreif reicht bis auf die Halsseiten. Zügel und der breite Augenstreif sind dunkelrot, Wangen und Ohrdecken dunkelrosa mit einigen langen, weißen Federspitzen. Kinn und Kehle sind dunkel rötlich mit hellen Spitzen. Die Unterseite ist rosa bis fliederfarben mit einer bräunlichen Tönung an den Flanken, die Unterschwanzdecken sind heller. Rücken und Schulterfedern sind braun mit einer dunklen Streifung und kräftig mit Rot überwaschen. Der Bürzel ist einfarbig hellrosa. Die Oberschwanzdecken sind braun mit rosa bis rötlichen Säumen. Der gegabelte Schwanz ist dunkel- bis schwarzbraun mit rötlichen oder dunkelroten Säumen. Die Armdecken sind dunkelbraun mit blassbraunen Säumen, rötlich überhaucht und mit helleren Spitzen. Fittich, Handdecken und Schwingen sind farblos dunkelbraun mit blass braunen, rosa angehauchten Säumen. Die Schirmfedern sind ähnlich, tragen aber einen breiten bräunlich-rosa Saum, der zur Spitze hin ins Beige geht.
Beim Weibchen sind Scheitel, Nacken, Rücken und Schulterfedern aschbraun und stark streifig, das Gesicht ist meist etwas heller und feiner gestrichelt. Der Bürzel ist ähnlich gefärbt und manchmal rosa überhaucht. Die Oberschwanzdecken sind graubraun mit dunklen Federzentren. Der Schwanz ist dunkelbraun mit blassbraunen Rändern. Das Flügelgefieder ähnelt dem des Männchens, es fehlt aber die rötliche Tönung. Die Unterseite ist cremefarben oder weißlich und dunkelbraun gestrichelt. Die Unterschwanzdecken sind beigebraun. 
Vögel im Jugendkleid und im ersten Winter sind vom Weibchen nicht zu unterscheiden.

### Stimme
Der Ruf ist ein klagendes, heiseres oder summendes Pfeifen, das mit quiee oder squiee beschrieben werden kann. Ebenso ist ein scharfes, kurzes wirr zu hören. Der Gesang ist bislang nicht beschrieben.

## Verbreitung und geografische Variation
Der ostpaläarktische Rosenmantelgimpel bewohnt zahlreiche zentralasiatische Gebirge vom Norden Afghanistans bis in den Norden der Mongolei und südwärts bis in den Westen des Himalayas. Die Nominatform unterscheidet sich von der größeren Unterart C. r. grandis dadurch, dass sie kräftiger rot gefärbt ist. Letztere ist zudem oberseits bräunlicher und weniger stark gezeichnet. Die Unterart C. r. kotschubeii stellt in Bezug auf Größe und Färbung eine Übergangsform dar. Ihr fehlt zudem die helle Stirn und die Oberseite ist stark rötlich überwaschen.
Von einigen Autoren wird die Unterart grandis auch als eigene Art Großer Rosenmantelgimpel (Carpodacus grandis) Blyth, 1849 oder Großer Rotmantelkarmingimpel angesehen.
- C. r. rhodochlamys Brandt, 1843 – Tianshan westwärts bis etwa 71° Ost und ostwärts durch Kaschgar bis in das westliche Kunlun-Gebirge sowie nordwärts durch den Dsungarischen Alatau, das Tarbagatai-Gebirge und die westlichen Ausläufer des Altai bis in die nördliche Mongolei (Chentii-Gebirge und möglicherweise in das Changai-Gebirge)
- C. r. kotschubeii Zarudny, 1913 – Alai[1] und Pamir
- C. r. grandis (Blyth, 1849) – Hindukusch, nördliches Afghanistan und Belutschistan, Karakorum, nördliches Pakistan und westlicher Himalaya ostwärts bis Kaschmir

Der Rosenmantelgimpel ist nur lokal häufig und sonst selten. Er ist aber laut IUCN nicht im Bestand bedroht.

## Lebensweise
Zur Brutzeit findet man den Rosenmantelgimpel in Lagen zwischen 2720 und 4900 m über Seehöhe, im Winter wandert er in tiefere Lagen und Täler zwischen 2200 und 2600 m ab. Bisweilen ist er dann auch schon in Höhen von 1200 m zu finden. Die Nominatform überwintert im Westen der Region um Taschkent und ostwärts.
Der Rosenmantelgimpel brütet vorwiegend in Wacholder- und Laubwäldern sowie Gehölzen oder Wildrosenbüschen in alpinen Wiesen. Er bevorzugt Heckenkirschen, Erbsensträucher und Berberitzen. Im Winter findet man ihn in Beständen aus Rosen oder anderen Dornsträuchern, in Obstgärten oder am Rande der Kulturlandschaft.
Man trifft ihn paarweise oder in kleinen Verbänden an, im Winter sind auch Einzelvögel zu beobachten. Er hält sich meist in der unteren Strauchschicht auf oder sucht seine Nahrung auf dem Boden. Die Nahrung besteht aus Samen von Sträuchern, Rosen und Blüten, wie etwa Löwenzahn.

### Anmerkung
1. ↑  Clement et al. (siehe Literatur) schreiben hier „Altai range“. Das ist vermutlich ein Satzfehler, denn die Art kommt zwar in den westlichen Ausläufern des Altai vor, jedoch ist hier laut oben stehender Angabe die Nominatform beheimatet. Gemeint ist an dieser Stelle mit einiger Sicherheit der Alai, denn dieser grenzt direkt an das beschriebene Areal der Nominatform an.